# Метельська Іраїда Семенівна
Іраїда Семенівна Метельська (18 лютого 1930, тепер Російська Федерація) — українська радянська діячка, ткаля-інструктор виробничого навчання Дарницького шовкового комбінату міста Києва. Депутат Верховної Ради СРСР 7—8-го скликань.

## Біографія
Народилася в робітничій родині. Освіта неповна середня. З 1944 по 1947 рік навчалася в школі фабрично-заводського учнівства при суконній фабриці імені Ілліча в РРФСР.
У 1947—1950 роках — майстер виробничого навчання професійно-технічного училища.
У 1950—1956 роках — ткаля, майстер, з 1956 року — ткаля-інструктор виробничого навчання (із підготовки гобеленниць) Дарницького шовкового комбінату міста Києва.
Потім — на пенсії в місті Києві.

## Нагороди
- орден Леніна
- медалі